# 王常嫔
王常嬪（—1566年12月29日），明朝嘉靖帝之嬪。

## 生平
嘉靖四十五年（1566年）十一月十九日，「未封宮御」王氏薨逝，賜號為常嬪，喪葬如例，同年十二月二十九日，與高常嬪同時下葬。王常嬪與宋麗嬪、杜莊妃、任和嬪、王康妃、高常嬪、温靖懿妃趙氏共一墓葬金山 （西山紅石口）。